# Església de San Salvatore (Brescia)
San Salvatore és una església a l'interior del complex conventual de Santa Giulia a la ciutat italiana de Brescia. Fundada l'any 753 com una església del monestir femení de San Salvatore, al llarg dels segles ha estat remodelada diverses vegades i va passar a formar part del nou monestir, l'església del qual dedicada a santa Júlia va ser acabada el 1599.
L'edifici forma part de la sèrie Longobardi in Itàlia: i luoghi del potere ('Longobards a Itàlia: els llocs del poder'), que comprèn set testimonis d'arquitectura, escultura i art pictòric longobards, inscrits a la llista del Patrimoni de la Humanitat per la UNESCO el juny del 2011.

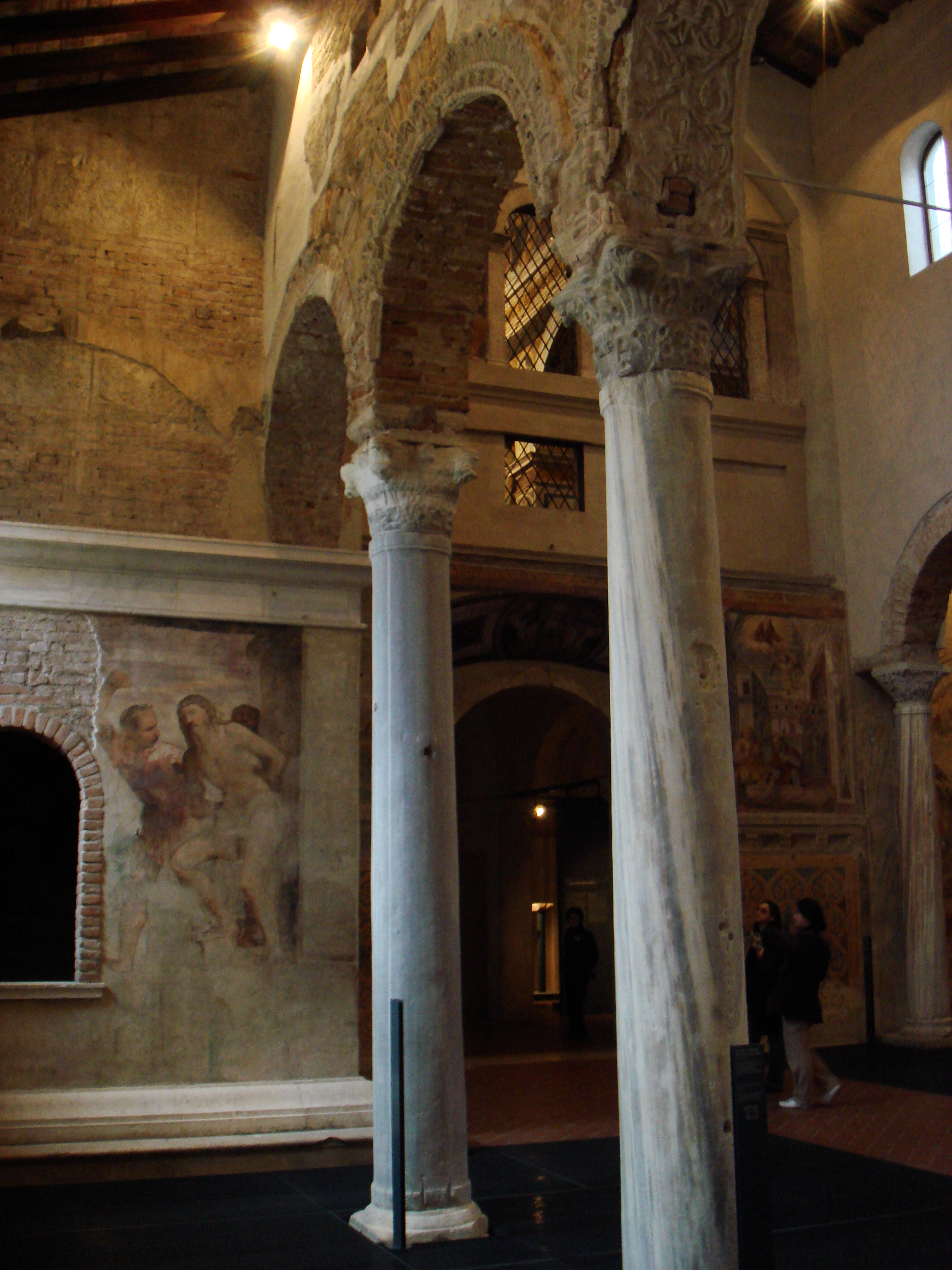
Interior de l'església de San Salvatore

El monestir i la seva església es va fundar l'any 753 pel duc de Brescia Desideri, futur rei dels llombards, i la seva esposa Ansa, que va imposar a la seva filla Anselperga com primera abadessa, la cripta va ser construïda el 759-760. Durant els segles següents va ser àmpliament remodelat i millorat, de manera que a l'estil característic longobard shi 'han afegit molts altres tipus d'arquitectura.
Actualment l'església presenta tres naus, on es van utilitzar columnes romanes preexistents, sense absis, es tracta d'una reforma al voltant del segle ix de l'edifici original del rei Desideri amb una nau i tres absis. L'església es troba sobre un edifici precedent de l'època romana.